# Cmin
Cmin — це термін, який використовується у фармакокінетиці для позначення мінімальної концентрації в плазмі крові, досягнутої лікарським засобом протягом інтервалу дозування, тобто проміжку часу між прийманням двох доз. Це визначення дещо відрізняється від Ctrough, концентрації безпосередньо перед введенням наступної дози. Cmin є протилежністю Cmax, максимальної концентрації, якої досягає препарат. Для досягнення терапевтичного ефекту Cmin має перевищувати певні порогові значення, такі як мінімальна інгібуюча концентрація (МІК).
У більшості випадків Cmin можна безпосередньо виміряти. У рівноважному стані мінімальну концентрацію в плазмі також можна розрахувати за допомогою наступного рівняння:
{\displaystyle C_{min}={\frac {SFDk_{a}}{V_{d}(k_{a}-k)}}\times \{{\frac {e^{-k\tau }}{1-e^{-k\tau }}}-{\frac {e^{-k_{a}\tau }}{1-e^{-k_{a}\tau }}}\}}
{\displaystyle S} = Фактор солі
{\displaystyle F} = Біодоступність
{\displaystyle D} = Доза
{\displaystyle k_{\text{e}}} = Константа швидкості елімінації
{\displaystyle k_{a}} = Константа швидкості всмоктування
{\displaystyle V_{d}} = Об'єм розподілу
{\displaystyle \tau } = Інтервал дозування
Cmin також є важливим параметром у дослідженнях біодоступності та біоеквівалентності, він є частиною фармакокінетичної інформації, рекомендованої для подання досліджуваних нових лікарських засобів.